# Plaza de la Trinidad (Valladolid)
La plaza de la Trinidad se encuentra situada al noroeste de la ciudad de Valladolid (España), cercana al río Pisuerga. Pertenece al histórico barrio de San Nicolás. La plaza es muy amplia y su flanco sur está totalmente abierto a la calle de San Quirce. En ella se encuentran tres edificios notables e importantes para la historia de Valladolid: palacio de los Condes de Benavente, convento de San Quirce e iglesia de San Nicolás.

## Historia y evolución
Este espacio no nació como tal plaza sino que al principio era parte de la calle de la Puente que hacía su recorrido desde el palacio de Fabio Nelli —lo que después se viene conociendo como calle de Expósitos—, acera o delantera del convento de San Quirce y continuaba por la titulada más tarde, calle del Puente Mayor, para desembocar en la plaza de San Nicolás a pocos metros del Puente Mayor.
Al oeste de su recorrido por delante del convento de San Quirce el terreno se alargaba llegando hasta el Espolón Nuevo en la orilla del río Pisuerga. Todo este espacio estaba libre y sin edificar. En 1518, Alonso Pimentel y Pacheco (V Conde de Benavente), quiso construir su palacio en este lugar, frente por frente a la iglesia y convento de San Quirce. Entre el convento y el palacio se dejó un gran espacio público que a partir de ese momento empezó a conocerse como «plazuela del Conde de Benavente».
El flanco norte de la plazuela estaba ocupado por casas de los condes de Fontanar —emparentados con los condes de Benavente—; en 1670 compraron estas casas los Trinitarios Descalzos y en su solar edificaron el convento y la iglesia. El cambio de nombre de esta plaza se debe a la presencia de los frailes trinitarios, nombre que ha llegado sin cambios hasta el siglo XXI como plaza de la Trinidad.. Sin embargo aquel convento de Trinitarios Descalzos desapareció en 1835 a causa de la exclaustración y unos años más tarde vino a acomodarse a su iglesia la parroquia de San Nicolás, sita anteriormente en la plaza de San Nicolás, colindante con el puente Mayor.
La plaza que se puede contemplar está arbolada, tiene alumbrado y bancos corridos de piedra. Los edificios que la conforman en tres de sus lados son el antiguo palacio de los Benavente destinado a biblioteca pública, la parroquia de San Nicolás y el convento de San Quirce.
A finales del siglo XX, en el centro de la plaza se instaló una estructura con unas farolas procedentes de la antigua Fuente Dorada, ubicada en la plaza homónima.

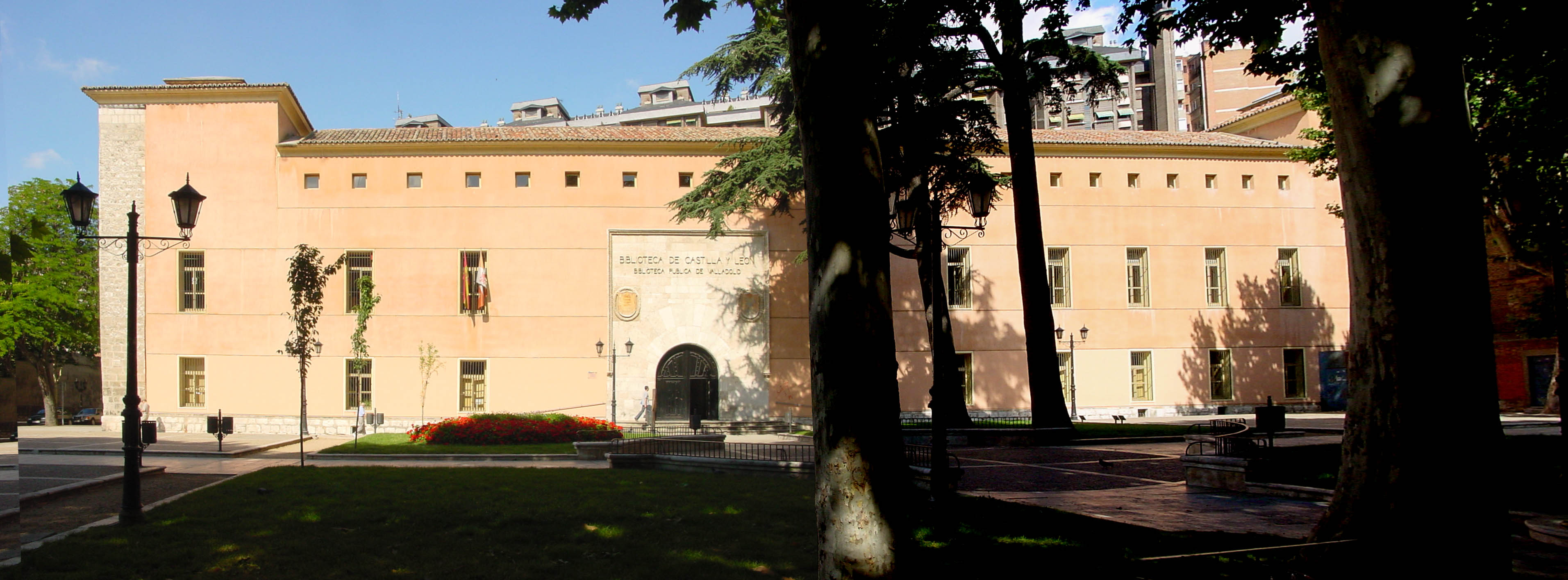
Palacio de los Condes de Benavente
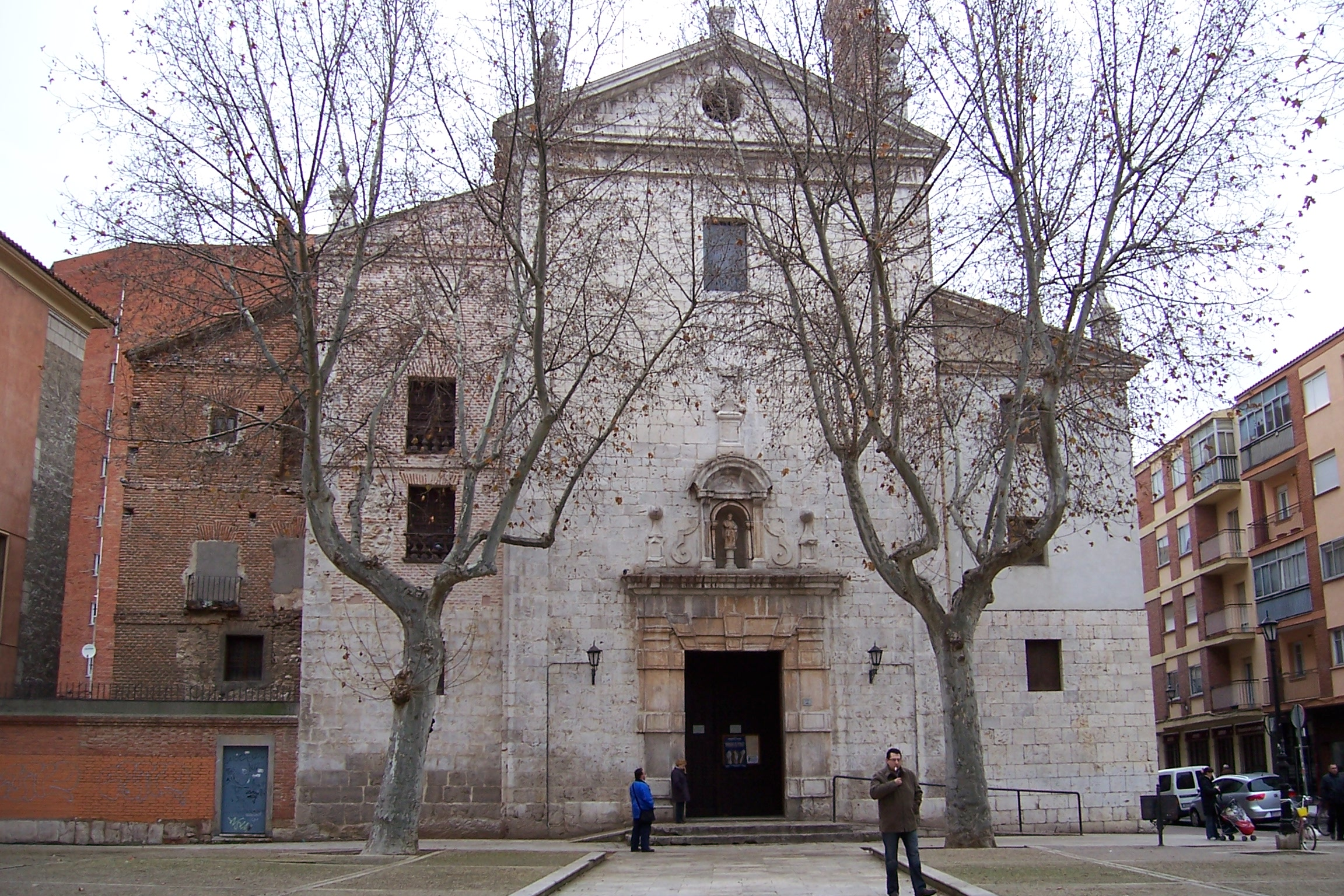
Iglesia de San Nicolás
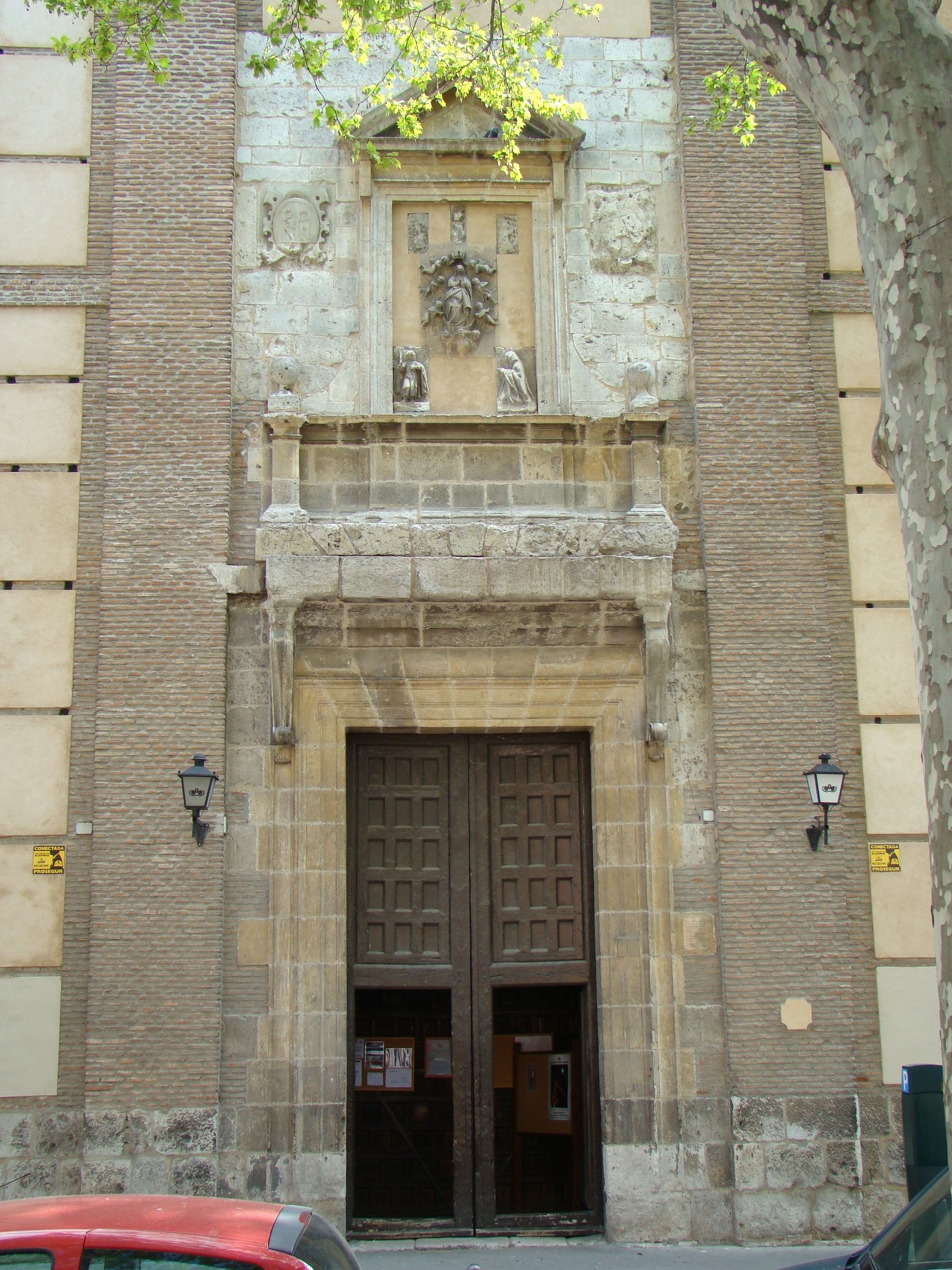
Convento de San Quirce
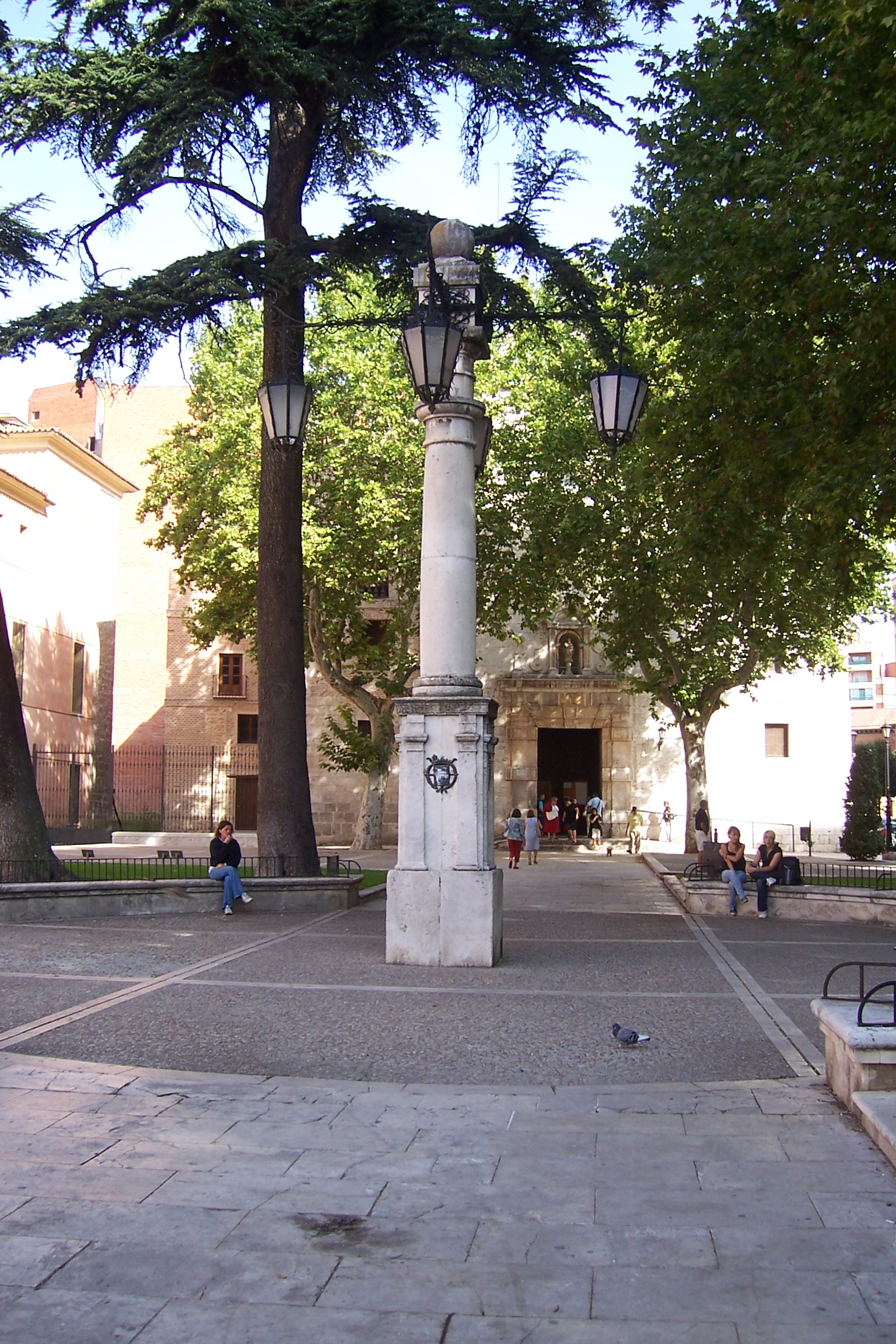
Estructura con farola instalada en el centro de la plaza. Antes se ubicaba en la plaza de Fuente Dorada